# Michael Friedländer
Pour les articles homonymes, voir Friedlander.
Ne doit pas être confondu avec Michael Friedländer (médecin).
Michael Friedländer, né le 29 avril 1833 à Jutroschin et mort le 10 décembre 1910 à Londres, est un orientaliste polonais.
Directeur du Jews' College, le séminaire rabbinique de Londres, il est surtout connu pour sa traduction en anglais du Guide des égarés de Moïse Maïmonide, qui en était la traduction la plus populaire jusqu'au travail de Shlomo Pinès, et est encore imprimée.

## Éléments biographiques
Michael Friedländer naît dans le grand-duché de Posen. Il reçoit simultanément une éducation profane dans une école catholique locale et une éducation juive, dispensée au heder et par son père, versé dans le Talmud et la grammaire hébraïque. Il suit ensuite des cours au Gymnasium, en continuant ses études juives sous la direction des rabbins Jacob Joseph Oettinger (de) et Elchanan Rosenstein.
En 1856, il commença à étudier les langues classiques et les mathématiques aux universités de de Berlin et de Halle/Saale, passant son doctorat en 1862. Parallèlement à ses études universitaires il poursuit l'étude du Talmud.
Installé à Berlin, il est nommé à la tête de l'école talmudique, poste dont il démissionne en 1865 pour accepter celui de recteur au Jews' College de Londres, y succédant à Barnett Abrahams. Il y enseigne la théologie, l'exégèse biblique et rabbinique, le Talmud, l'histoire juive, les mathématiques et l'arabe.
Il prend sa retraite en 1907. Son beau-fils était Moses Gaster, hakham de la congrégation espagnole et portugaise de Londres et linguiste hébraïque.

## Œuvres
Friedländer a fait preuve d'une activité littéraire considérable : auteur de quelques douzaines d'articles pour la Jewish Encyclopedia, il était en outre membre de la Society of Hebrew Literature, sous les auspices de laquelle il a publié :
- Le Commentaire d'Abraham ibn Ezra sur Isaïe - traduit en anglais avec de copieuses annotations
- Un Essai sur les Écrits d'Ibn Ezra
- Une traduction avec notes de l'original arabe du Guide des Égarés de Maimonide (1881).
- La Religion juive (1890 ; édition américaine : 1946)
- Un commentaire en allemand du Cantique des Cantiques (1867).

Il a aussi édité une Bible juive en anglais et en hébreu à l'usage des familles, compilé un Manuel de la Religion juive, effectué des calculs sur le calendrier hébraïque et contribué par des articles à la Jewish Quarterly Review, au Dictionary of National Biography et à d'autres publications. On a publié de nombreux articles lus par lui au Jews' College et ailleurs.

## Sources
- (en) Cet article est partiellement ou en totalité issu de l’article de Wikipédia en anglais intitulé « Michael Friedländer » (voir la liste des auteurs).
- Cet article contient des extraits de l'article « Michael Friedländer » par Richard Gottheil & M. Seligsohn de la Jewish Encyclopedia de 1901–1906 dont le contenu se trouve dans le domaine public.